# Nicolas Lenglet Du Fresnoy
Nicolas Lenglet Du Fresnoy (5 de octubre de 1674, Beauvais-16 de enero de 1755, París) fue un erudito, historiador y ensayista francés.

## Biografía
Fue un enciclopedista. En 1681, Géraud de Cordemoy publicó un libro antiprotestante, la "Conferencia entre Lutero y el diablo acerca de la Misa" con sus comentarios, republicado y distribuido en masa desde 1875 por Isidore Liseux con los comentarios de Nicolas Lenglet Du Fresnoy.
Había empezado estudiando teología pero pronto la dejó por la diplomacia y la política. En 1705, fue nombrado secretario para las lenguas latina y francesa del elector de Colonia, que residía en Lille. Durante la Regencia, regresó a París y en 1718 el Regente aprovechó su habilidad para descubrir los logros de la conspiración de Cellamare.
Posteriormente, Lenglet solo se ocupó de su trabajo académico y rechazó todas las ofertas que se le hicieron en Francia o en el extranjero. Su amor por la independencia intelectual y oposición a los censores reales le valieron, bajo Luis XV, cinco periodos de prisión en la Bastilla, una vez en la ciudadela de Estrasburgo y otra en el castillo de Vincennes. Falleció a los 80 años debido a las graves quemaduras sufridas al caer en la chimenea junto a la que leía.

## Publicaciones

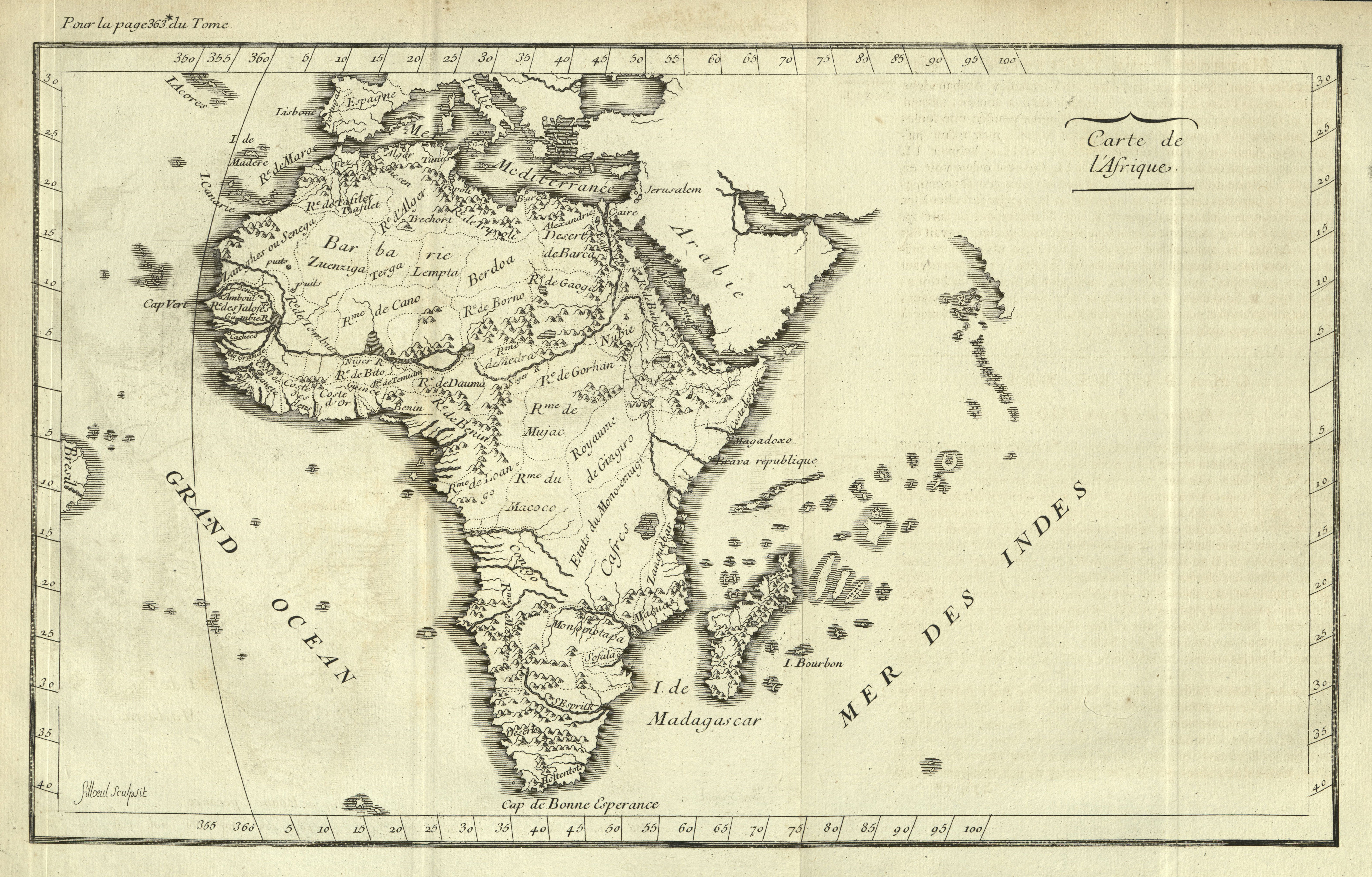
Lenglet Du Fresnoy, Carte de l'Afrique, 1729

- Cinquième [- sixième] mémoire sur les collations des canonicats de la cathédrale de Tournay, Tournay, Louis Varlé, 1711.
- De l’usage des romans, où l’on fait voir leur utilité et leurs différents caractères : avec une bibliothèque des romans accompagnée de remarques critiques sur leur choix et leurs éditions (1735), Genève, Slatkine reprints, 1970.
- Défense de la nation Hollandoise, contre les calomnies répandues dans les Lettres sur les Hollandois, et dans la Méthode pour étudier l’histoire, La Haye, [S.n.], 1736.
- Géographie abrégée par demandes et par réponses, divisée par leçons, pour l’instruction de la jeunesse; avec une idée de l’ancienne géographie & des systèmes du monde, Paris, Tilliard, 1766.
- Géographie des enfans, ou, Méthode abrégée de la géographie, divisée par leçons, avec la liste des principales cartes nécessaires aux enfans, Paris, Rollin fils, De Bure l’aîné, 1736.
- Histoire de Jeanne d’Arc, dite la Pucelle d’Orleans, vierge, héroïne et martyre d’état :  suscitée par la providence pour rétablir la monarchie  françoise, Paris, Coutellier, 1753-1754.
- Histoire de la philosophie hermétique. Accompagnée d’un catalogue raisonné des écrivains de cette science, Hildesheim ; New York, G. Olms, 1975.
- La messe des fideles, avec une explication historique et dogmatique du sacrifice de la Sainte Messe, et des pratiques de pieté : Pour honorer le Très-Saint Sacrement, avec des Maximes des Saints Peres pour tous les jours du mois., Paris, Damonneville, 1742.
- Lettre de M. l’Abbé Lenglet du Fresnoy a l’Auteur des Observations sur les ecrits modernes. Au sujet de la méthode pour étudier la géographie, La Haye, J. Neaulme, 1739.
- Lettres d’un pair de la Grande Bretagne à Milord Archevêque de Cantorberi sur l’état présent des affaires de l’Europe, Londres, Innys, 1745.
- L’Europe pacifiée par l’équité de la Reine de Hongrie, ou distribution légale de la Succession d’Autriche, Bruxxelles, F. Foppens, 1745.
- L’Histoire justifiée contre les romans, Ámsterdam, Aux dépens de la Compagnie, 1735.
- Mémoires pour servir à l’histoire de Charles IX, et de Henri IV, rois de France: contenant, en quatre parties, les pieces importantes ... et quantite de remarques historiques et critiques, qui servent à leur éclaircissement, Paris, Aux frais & dépens de l’editeur, 1745.
- Mémoires sur la collation des canonicats de l’église cathedrale de Tournay, faite par leurs hautes puissances nosseigneurs les Etats Généraux des Provinces Unies, Tournay, Louis Varlé, 1711.
- Méthode pour étudier la geographie ; Où l’on donne une description exacte de l’univers, formée sur les observations de l’Académie Royale des Sciences, & sur les auteurs originaux. Avec un discours préliminaire sur l’étude de cette science, & un catalogue des cartes, relations, voyages & descriptions nécessaires pour la géographie, Ámsterdam, aux dépens de la Compagnie, 1718.
- Méthode pour étudier l’histoire : Où après avoir établi les principes & l’ordre qu’on doit tenir la lire utilement, on fait les remarques nécessaires pour ne se pas laisser tromper dans sa lecture : avec un catalogue des principaux historiens, & des remarques critiques sur la bonté de leurs ouvrages, & sur le choix des meilleures editions, Bruxelles, Aux dépens de la Compagnie, 1714.
- Principes de l’histoire pour l’éducation de la jeunesse, par années et par leçons, Paris, Pierre Gandouin, 1735.
- Recueil de Dissertations, anciennes et nouvelles, sur les Apparitions, les Visions et les Songes, Avignon, [S.n.], 1751.
- Recueil de romans historiques, Londres, [s.n.], 1747.
- Supplément de la Méthode pour étudier l’histoire : avec un supplément au catalogue des historiens, & des remarques sur la bonté & le choix de leurs editions, Paris, Rollin fils, DeBure l’aîné, 1739.
- Tablettes chronologiques de l’histoire universelle : sacrée et profane, ecclésiastique et civile, depuis la création du monde, jusqu’à l’an 1762 : avec des réflexions sur l’ordre qu’on doit tenir, & sur les ouvrages nécessaires pour l’étude de l’histoire, Paris, Pierre Gandouin, 1729.
- Traité historique et dogmatique du secret inviolable de la confession, où l’on montre quelle a toûjours été à ce sujet la doctrine, & la discipline de l’Eglise, avec resolution de plusieurs difficultez, qui surviennent tous les jours sur cette matière, Paris, Jean Musier, 1708.
- Traité historique et dogmatique sur les apparitions, les visions & les révélations particulières. Avec des observations sur les dissertations du R.P. Dom Calmet, abbé de Senones, sur les apparitions & les revenans, Avignon et Paris, Leloup, 1751.